# Dendropsophus ruschii
Dendropsophus ruschii, popularmente chamado pererequinha, é uma espécie de anfíbio da família dos hilídeos (Hylidae).

## Distribuição e habitat
Dendropsophus ruschii é encontrado com facilidade, mesmo que em número reduzido. Está presente no sudeste do Brasil, onde é conhecido nos municípios de Santa Teresa e Domingos Martins, no Espírito Santo, e no município de Pedra Dourada, em Minas Gerais. É possível, contudo, que viva em outras localidades ainda não identificadas. Sua extensão de ocorrência foi calculada em 8 733,5 quilômetros quadrados a partir do mínimo polígono convexo formado a partir dos pontos de registro. Habita pequenos riachos dentro de florestas secundárias em áreas montanhosas. É sempre avistado na vegetação de um a quatro metros acima dos córregos, onde seus ovos ficam agarrados às folhas que pendem sobre os corpos d'água. Em sua extensão conhecida, ocorre em algumas áreas protegidas, como o Parque Estadual da Pedra Dourada, Parque Estadual da Pedra Azul, Área de Proteção Ambiental Alto do Barroso, Reserva Particular do Patrimônio Natural Mata do Sossego e Reserva Sossego do Muriqui.

## Conservação
Fora das áreas protegidas, o Dendropsophus ruschii sobre com a redução de área e qualidade do habitat devido às atividades antrópicas como silvicultura, formação de pastagem para o gado, extração de madeira nativa e expansão urbana. É desconhecido, contudo, se essas interferências estão provocando isolamento genético entre as subpopulações da espécie. Em 2005, foi classificada como vulnerável na Lista de Espécies da Fauna Ameaçadas do Espírito Santo; Em 2018, foi classificado como quase ameaçado na Lista Vermelha do Livro Vermelho da Fauna Brasileira Ameaçada de Extinção do Instituto Chico Mendes de Conservação da Biodiversidade (ICMBio). Também foi listado na Lista Vermelha da União Internacional para a Conservação da Natureza (UICN / IUCN) sob a rubrica de "dados insuficientes".